# 魯坦星
魯坦星（GJ 273 Recons）是一顆距離大約12.36光年遠的紅矮星，它的質量大約是太陽的四分之一，直徑大約是十分之一，光度非常微弱（大約是太陽的0.0004），並以測量出它自行運動的威廉·雅各·魯坦為名。它是小犬座內的一顆恆星，與南河三的距離只有0.34秒差距，或是1.11光年。
魯坦星曾經被認為有一顆次恆星的伴星，但迄今仍未被證實。

## 行星系統
| 成員 (依恆星距離) | 质量                | 半長軸 (AU)                 | 轨道周期 (天)          | 離心率          | 傾角     | 半径 |
| ----------------- | ------------------- | --------------------------- | ---------------------- | --------------- | -------- | ---- |
| c                 | ≥1.18±0.16 M⊕       | 0.036467±0.000002           | 4.7234±0.0004          | 0.17+0.13 −0.12 | ~72°–90° | —    |
| b                 | ≥2.89+0.27 −0.26 M⊕ | 0.091101+0.000019 −0.000017 | 18.6498+0.0059 −0.0052 | 0.10+0.09 −0.07 | ~72°–90° | —    |
| d (未确认)        | ≥10.8+3.9 −3.5 M⊕   | 0.712+0.062 −0.076          | 413.9+4.3 −5.5         | 0.17+0.18 −0.17 |          |      |
| e (未确认)        | ≥9.3+4.3 −3.9 M⊕    | 0.849+0.083 −0.092          | 542±16                 | 0.03+0.20 −0.03 |          |      |

在2017年3月, 發現有兩顆行星環繞魯坦星。 距離母星較遠的行星魯坦星b是其恆星宜居帶中的超級地球。最小質量為2.89 ± 0.26 個地球質量，軌道距離為0.09110 ± 0.00002 AU，軌道周期為18.650 ± 0.006 天。雖然這顆行星位於宜居帶的最內邊緣，但入射通量僅為 1.06  S 🜨，因此如果存在水和大氣，它是可能具有潛在的宜居性。取決於大氣中的反射率，它的平均溫度可能介於206 K和293 K之間。距離母星較近的行星魯坦星c是徑向速度檢測到的最輕的系外行星之一，質量大約為地球質量的1.18倍。雖然它的軌道更遠，但是軌道周期僅為4.7234 ± 0.00004 天。
魯坦星b是其恆星宜居帶中已知最近的行星之一。
2019 年，又通過徑向速度法檢測到兩顆候選行星，使系統中可能總共有四顆已知行星。
2017年10月, 從挪威的雷達天線向魯坦星發射了一系列無線電信號。 該信號包括關於如何解碼的教程，並伴有不同音樂家的33首編碼音樂作品。第二個信號於2018年5月發射。如果有外星文明接收成功，最快將於2042年收到回應。

## 外部連結
- SolStation.com: Luyten's Star （页面存档备份，存于）